# Korkodon
Il Korkodon è un fiume della Russia siberiana orientale (Oblast' di Magadan), affluente di destra della Kolyma.
Ha origine dalle pendici sud-orientali dei monti Korkodonskij sul versante settentrionale dei Monti della Kolyma, dirigendosi verso nord; all'incirca a metà percorso piega verso ovest e successivamente verso sud-ovest, bordeggiando l'Altopiano degli Jukagiri; sfocia nella Kolyma, nel suo medio corso, dopo 476 km di corso complessivo.
Nel bacino del fiume, che si trova tra la catena Korkodonskij e la cresta Mol'katy, ci sono più di 1100 laghi (principalmente di origine termocarsica). Il fiume si trova nella zona del permafrost. È gelato per otto mesi all'anno (da ottobre a maggio, compresi); non esistono centri urbani di qualche rilevanza lungo il suo corso.